# Vieux-slave
Pour les articles homonymes, voir slavon.
Ne doit pas être confondu avec Proto-slave.
Le vieux-slave, (aussi appelé vieux bulgare, vieux macédonien ou slavon du sud) est la plus ancienne langue slave attestée.
Contrairement à une idée reçue, c'est l'ancêtre non de toutes les langues slaves (rôle tenu par le proto-slave) mais du bulgare et du macédonien actuels. C'est donc une langue slave méridionale, qui s'écrivait initialement au moyen de l'alphabet glagolitique, mis au point par les missionnaires byzantins Cyrille et Méthode.

## Histoire
Le vieux-slave a été la langue officielle (de chancellerie) et liturgique du Premier Empire bulgare, des métropoles orthodoxes de tous les États issus de la division de la Rus' kiévienne, de l'Empire serbe et du Royaume des Bulgares et des Valaques (comme le nommaient les chroniques et chancelleries de l'époque — aujourd'hui on l'appelle « Second empire bulgare » ; en sont issus le Tsarat de Vidin, celui de Veliko Trnovo, les despotats de Macédoine et de Dobrogée, et les Principautés danubiennes (plus tard : roumaines) de Moldavie et Valachie). Au sud du Danube, il demeura après la conquête turque et jusqu'à la fin du XIXe siècle la langue liturgique de l'Église orthodoxe des Balkans. Au nord du Danube, dans les états orthodoxes devenus vassaux des turcs (pays roumains) ou restés indépendants (pays russes), il demeura à la fois langue de chancellerie jusqu'au XVIIe siècle et langue liturgique jusqu'au milieu du XIXe siècle, avec diverses variantes appelés « slavons  », nées de la fusion du vieux-slave originel avec des formes issues des langues slaves locales et des normes grammaticales artificielles (on parle alors de slavon d'église).
L'un des plus anciens documents en vieux-slave est l'évangéliaire de Reims du XIe siècle de saint Procope de Sázava, conservé en France. Le cloître d'Emmaüs, bien que catholique et dépendant de l'ordre de Saint-Benoît, s'est longtemps distingué pour avoir célébré la liturgie en vieux-slave et avoir été un très important centre de diffusion et d'éducation du vieux-slave et de l'alphabet glagolitique.

## Images

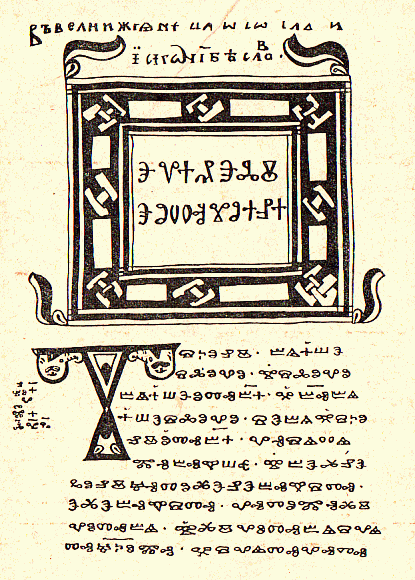
La première page de l'Évangile selon Jean du Codex Zographensis des Xe – XIe siècles, le plus ancien manuscrit avec le tétraévangile en vieux-slave.
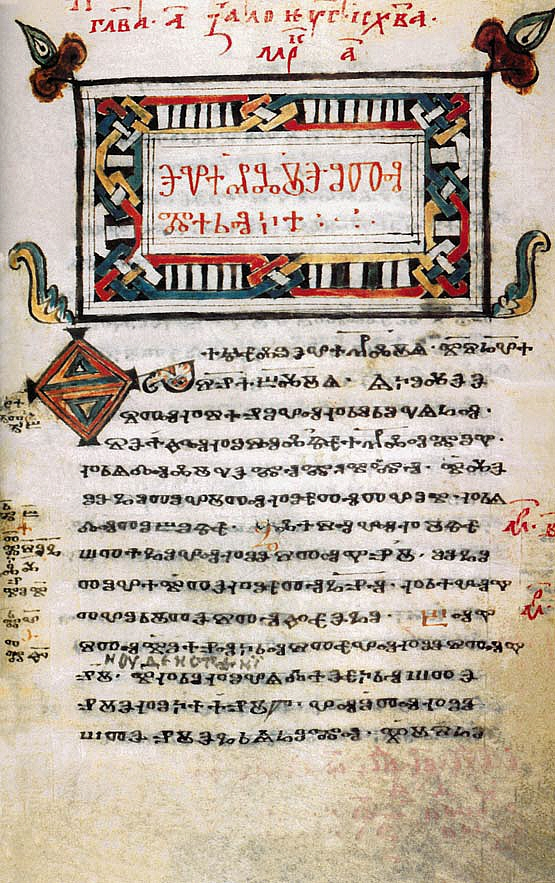
La première page de l'Évangile selon Marc du Codex Zographensis
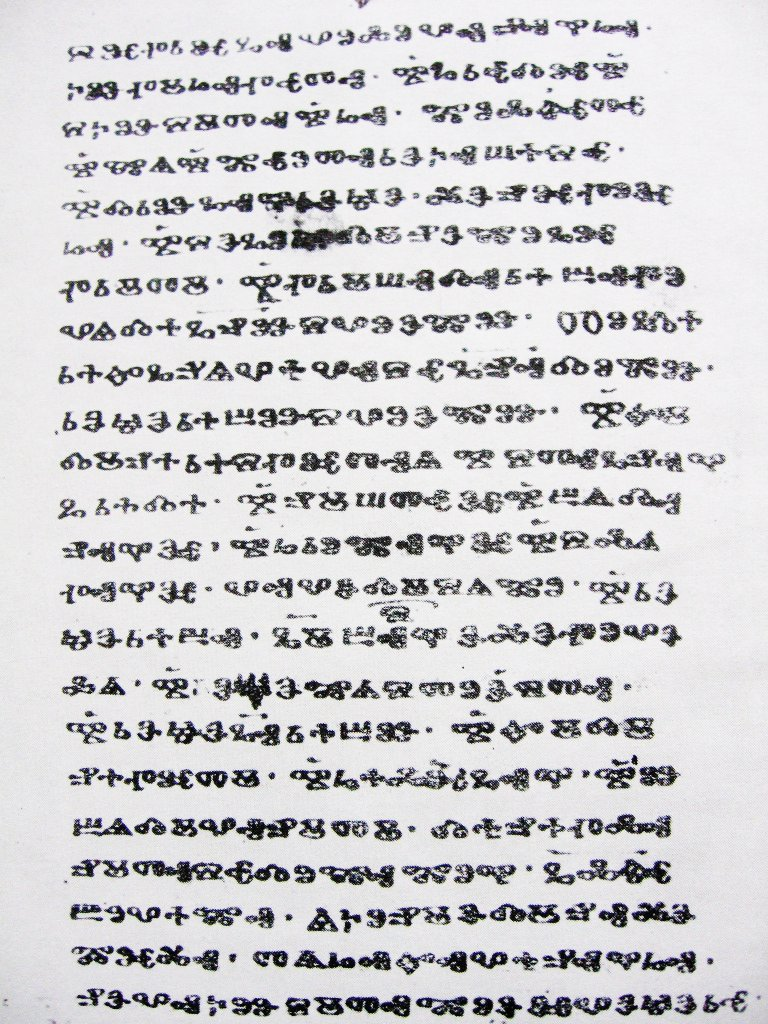
Évangile selon Luc, XIV, 19-24 du Codex Zographensis
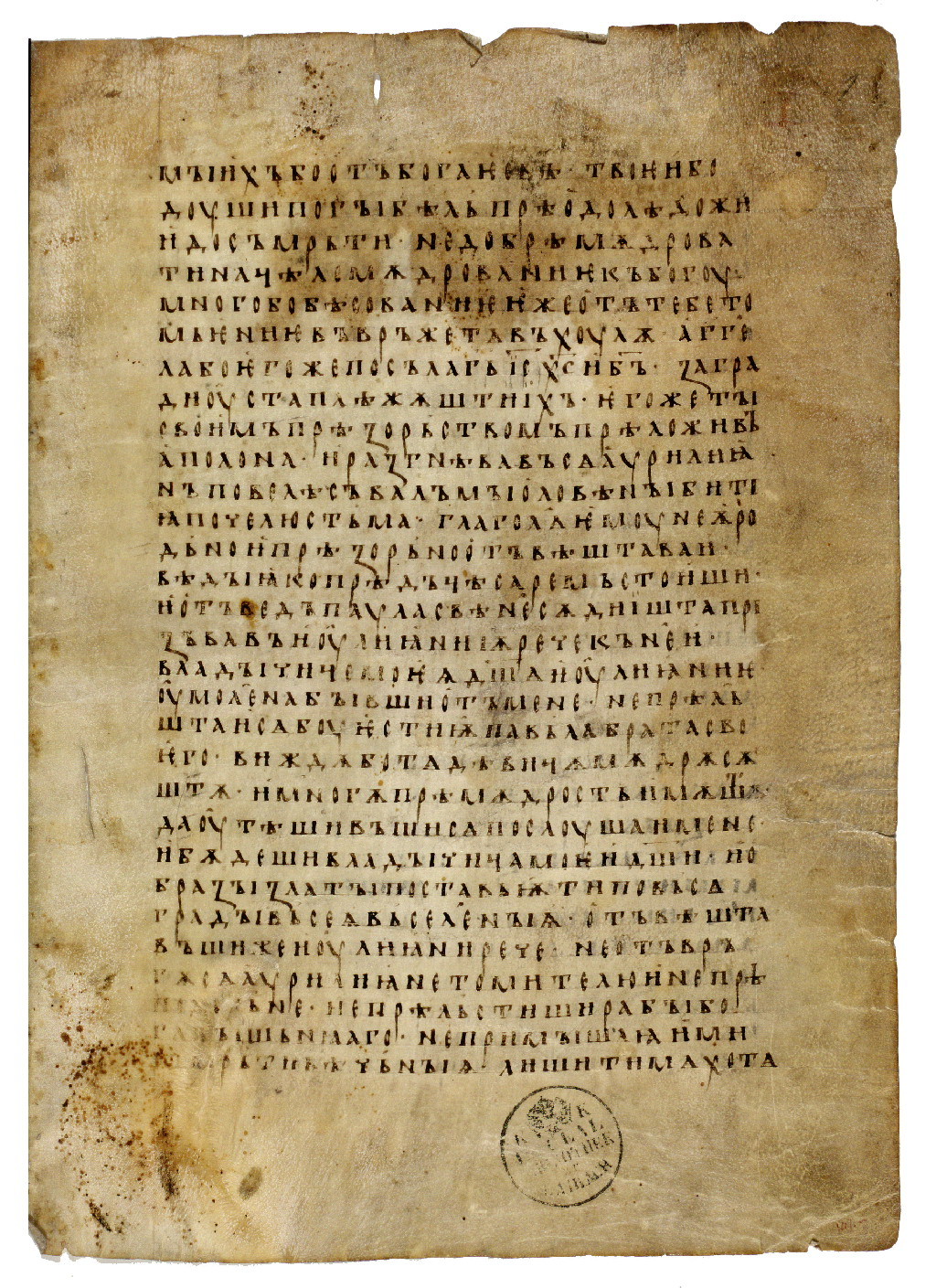
Codex Suprasliensis, le plus long document en vieux-slave conservé de nos jours.
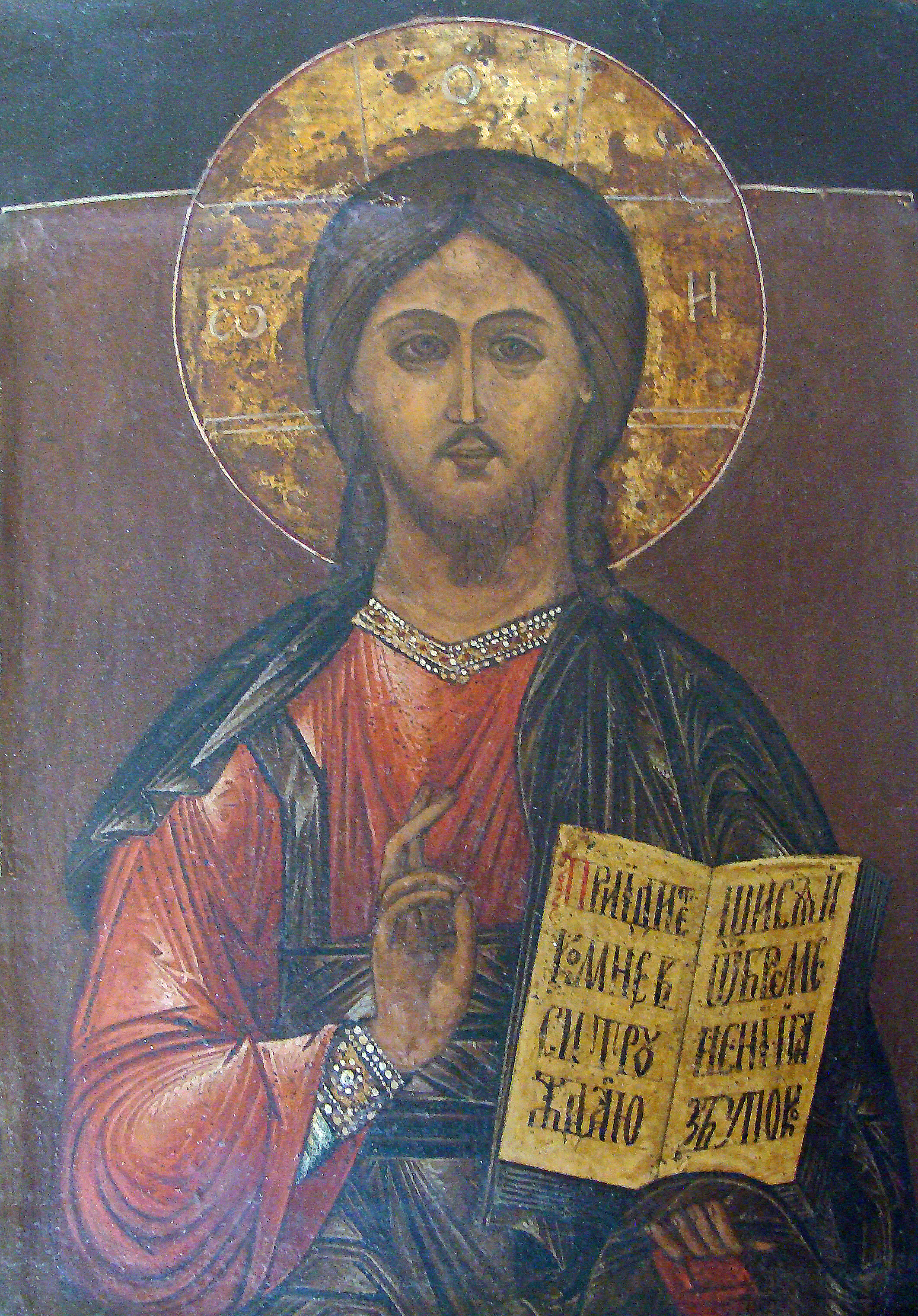
Icône avec inscriptions en slavon
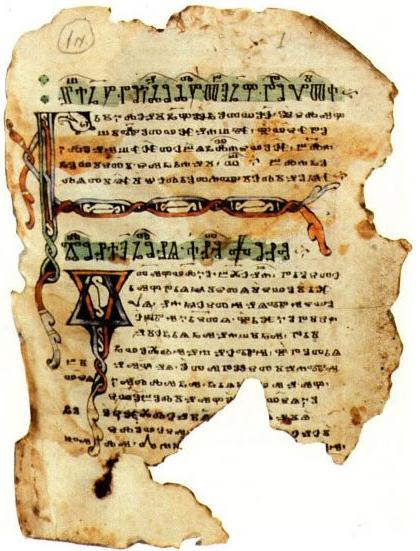
Livres de prières du Sinaï écrit en vieux-slave avec l'alphabet glagolitique (XIe siècle).